# Carl August Hagberg
Carl August Hagberg (7. juli 1810 i Lund – 8. januar 1864 sammesteds) var en svensk æstetiker og Shakespeare-oversætter, søn af Carl Peter Hagberg, bror til Jacob Theodor Hagberg.
Hagberg studerede i Upsala, hvor han 1830 tog magistergraden. Kort efter blev han docent ved universitetet der og holdt forelæsninger, særlig over græske litteraturen; han udgav en oversættelse af Aristofanes' Demagogerne, samt Bidrag till den grekiska dramatikens historia. 1835—36 foretog han en rejse til Tyskland og Frankrig, hvor han blandt andet gjorde personligt bekendtskab med Victor Hugo og Lamartine; efter sin hjemkomst udgav han en afhandling: Om den nya fransyska vitterheten. 
1840 blev han professor i æstetik, litteraturhistorie og moderne sprog ved universitetet i Lund. Blandt hans konkurrenter til dette embede var digteren Almqvist, og det blev af mange anset for en uretfærdighed, at Hagberg blev foretrukket. Han blev heller aldrig noget betydeligt på æstetikkens område, derimod gjorde han sig i høj grad fortjent af den svenske litteratur ved at oversætte Shakespeare på svensk. Denne oversættelse er overordentlig værdifuld; den vidner ikke blot om hans indgående forståelse af den store engelske digter, men også om hans sjældne poetiske sans og hans enestående herredømme over det svenske sprog. 
Efter at han havde fuldendt dette værk, der optog næsten 11 år af hans liv, sysselsatte han sig med forarbejderne til Svenska Akademiens Ordbok. Dette førte ham igen ind på studiet af nordisk oldsprog og oldlitteratur, og det nyoprettede professorat i Lund i dette fag blev også overdraget ham. Af hans øvrige arbejder kan nævnes hans deltagelse i redaktionen af tidsskriftet Studier, kritiker och notiser.